# Finferries
Finferries, eller Finlands Färjetrafik Ab, (finska: Suomen Lauttaliikenne Oy) är ett statligt aktiebolag, som driver förbindelsebåts- och färjetrafik i Finland. Finferries inledde sin verksamhet 2010. 

## Verksamhet
Finferries sköter färje- förbindelsefartygstrafiken i Finland på drygt 40 rutter. Rutterna varierar från små sund till mer krävande färder ute till havs. Den kortaste rutten är Kivimo i Houtskär, 169 meter. Den längsta rutten är 9,5 km, från Korpo till Houtskär. En del rutter trafikeras av frigående färjor medan andra sköts av linfärjor.
Verkställande direktör är Mats Rosin. Koncernen har omkring 330 anställda och huvudkontoret ligger i Åbo.

## Historik
Färjetrafiken i Finland var tidigare en del av Destia, men bolaget separerades, eftersom staten ville utveckla färje- och förbindelsefartygstrafiken och göra verksamheten mer effektiv.
År 2012 förvärvade Finlands Färjetrafik Ab Arctia Skärgårdsrederi Ab:s hela aktiestock. Genom köpet blev Finlands Färjetrafik den enda statsägda aktören, som bedriver trafik med både färje- och förbindelsefartyg och färjor. Arctia Skärgårdsrederi organiserades som dotterbolag till Finlands Färjetrafik med namnet Finlands Skärgårdsrederi Ab. 

## Bildgalleri

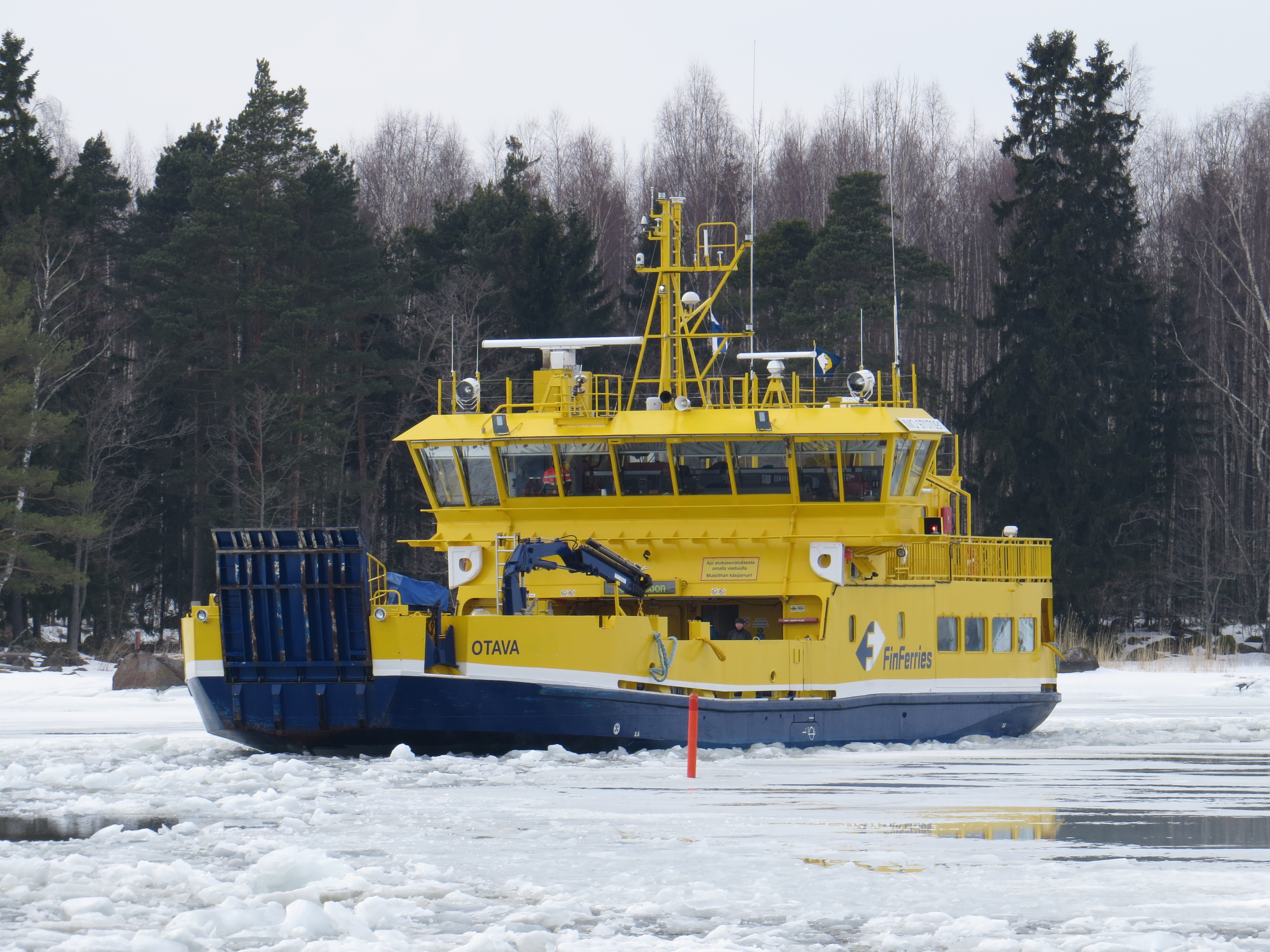
M/S Otava, Kotka